# Ес-Сукейлябія-Центр
Ес-Сукейлябія-Центр (араб. ناحية مركز السقيلبية‎‎) — нохія у Сирії, що входить до складу району Ес-Сукейлябія провінції Хама. Адміністративний центр — м. Ес-Сукейлябія.
| Сирія | Це незавершена стаття з географії Сирії. Ви можете допомогти проєкту, виправивши або дописавши її. |